# Queen Radio: Volume 1
Queen Radio: Volume 1 es el primer álbum de grandes éxitos de la rapera y cantante trinitense-estadounidense Nicki Minaj. Fue lanzado el 26 de agosto de 2022 por el sello Republic Records. El álbum recopila varios de los grandes éxitos de Minaj como «Super Bass», «Starships», «Pound The Alarm», «Anaconda» y «Chun-Li».
Como sencillo principal del álbum fue lanzado «Super Freaky Girl», que debutó en la primera posición del Billboard Hot 100, y alcanzó el top diez de la lista de éxitos musicales en varios países.

## Recepción Crítica
Andy Kellman de AllMusic lo calificó de "antología generosa", al tiempo que lo puntuó con 4,5 estrellas sobre 5. Kenna McCafferty de Paper pensó que "las 28 canciones estaban perfectamente seleccionadas", ya que la colección está "repleta de [algunos de] los mayores éxitos de Minaj".

## Recepción comercial
Queen Radio: Volume 1 debutó en el número 10 de la lista estadounidense Billboard 200, obteniendo 32.000 unidades equivalentes a álbumes (incluidas 3.000 copias en ventas puras de álbumes) en su primera semana, lo que convirtió a Nicki Minaj en la rapera con más álbumes top 10 en solitario de la historia de Billboard 200 (6)

## Lista de canciones
| Queen Radio: Volume 1. |                                              |                                                                      |          |  |
| N.º                    | Título                                       | Productor(es)                                                        | Duración |  |
| 1.                     | «Super Freaky Girl»                          | Dr. Luke, Malibu Babie, Vaughn Oliver, Aaron Joseph                  | 2:50     |  |
| 2.                     | «Likkle Miss» (Remix - con Skeng)            | Droptop Records, DiTruth Records                                     | 2:18     |  |
| 3.                     | «Roman's Revenge» (con Eminem)               | Swizz Beatz                                                          | 4:36     |  |
| 4.                     | «Did It On'em»                               | Bangladesh                                                           | 3:32     |  |
| 5.                     | «Beez in the Trap» (con 2 Chainz)            | Kenoe                                                                | 4:28     |  |
| 6.                     | «Chun-Li»                                    | J. Reid, Nicki Minaj                                                 | 3:11     |  |
| 7.                     | «Do We Have a Problem?» (junto con Lil Baby) | Onika Maraj, Dominique Jones, Anthony Woart Jr., Joshua Goods        | 3:27     |  |
| 8.                     | «We Go Up» (junto con Fivio Foreign)         | Papi Yerr, Swizzy, Szamz                                             | 4:15     |  |
| 9.                     | «High School» (con Lil Wayne)                | Boi-1da, T-Minus                                                     | 3:38     |  |
| 10.                    | «Moment 4 Life» (con Drake)                  | T-Minus                                                              | 4:39     |  |
| 11.                    | «Truffle Butter» (con Drake y Lil Wayne)     | Nineteen85                                                           | 3:40     |  |
| 12.                    | «Itty Bitty»                                 | Soulja Boy                                                           | 4:06     |  |
| 13.                    | «Barbie Dreams»                              | Mel and Mus, Ringo                                                   | 4:39     |  |
| 14.                    | «Anaconda»                                   | Polow Da Don, AnonXmous, Da Internz                                  | 4:20     |  |
| 15.                    | «Super Bass»                                 | Kane Beatz                                                           | 3:20     |  |
| 16.                    | «Starships»                                  | RedOne, Rami Yacoub, Carl Falk                                       | 3:30     |  |
| 17.                    | «Pound the Alarm»                            | RedOne, Carl Falk, Rami, Yacoub                                      | 3:25     |  |
| 18.                    | «Your Love»                                  | Oak, Pop Wansel                                                      | 4:05     |  |
| 19.                    | «Right Thru Me»                              | Drew Money                                                           | 3:55     |  |
| 20.                    | «Bed» (con Ariana Grande)                    | Supa Dups, David “Messy” Mescon, Brett “Beats” Bailey y Ben Billions | 3:09     |  |
| 21.                    | «Favorite» (con Jeremih)                     | Rob Holladay, Nicki Minaj y DJ Camper                                | 4:02     |  |
| 22.                    | «Save Me»                                    | Pop Wansel y OAK                                                     | 3:05     |  |
| 23.                    | «Fly» (con Rihanna)                          | J.R. Rotem, Kevin Hissink                                            | 3:05     |  |
| 24.                    | «Seeing Green» (con Drake y Lil Wayne)       | Govi y Kid Masterpiece                                               | 5:39     |  |
| 25.                    | «Hard White»                                 | Boi-1da y !llmind                                                    | 3:13     |  |
| 26.                    | «Bussin» (junto con Lil Baby)                | Swaggyono, DJ                                                        | 2:16     |  |
| 27.                    | «Lookin Ass» (junto con Young Money)         | Detail                                                               | 2:40     |  |
| 28.                    | «Catch Me»                                   | Swizz Beatz                                                          | 3:57     |  |
| 29.                    | «Girls Fall Like Dominoes»                   | J. R. Rotem                                                          | 3:45     |  |
| 1:07:28                |                                              |                                                                      |          |  |

## Posicionamiento en listas

### Semanales
| País           | Lista                    | Mejor posición |
| 2022           | 2022                     | 2022           |
| -------------- | ------------------------ | -------------- |
| Australia      | ARIA Hip-Hop/R&B Albums  | 19             |
| Canadá         | Canadian Albums          | 8              |
| Estados Unidos | Billboard 200            | 10             |
| Estados Unidos | Top Album Sales          | 38             |
| Estados Unidos | Top R&B/Hip-Hop Albums   | 6              |
| Estados Unidos | Top Rap Albums           | 4              |
| Estados Unidos | Top Current Albums Sales | 33             |
| Nueva Zelanda  | NZ Top 40 Albums Chart   | 30             |
| Reino Unido    | UK Singles Chart         | 67             |